# Aecio de Amida
Aecio de Amida (Aëtius Amidenus) fue un médico y escritor bizantino particularmente distinguido por su erudición. Trabajó como médico personal del emperador Justiniano I. Escribió una enciclopedia médica titulada Dieciséis libros médicos o Tetrabiblión (Βιβλία Ιατρικά), un compendio del saber médico del Imperio bizantino heredado de Galeno.
En el libro ocho aparece escrita por primera vez la palabra acné (άκμή, άκνή).